# Mieres (Astúrias)
Mieres é um concelho (município) da Espanha na província e Principado das Astúrias. Tem 146,03 km² de área e em 2019 tinha 37 959 habitantes (densidade: 259,9 hab./km²).